# Schoenfliesita
La schoenfliesita o schönfliesita es un mineral hidróxido de magnesio y estaño cuya composición es Mg[Sn(OH)6].
Fue descubierto en la cordillera de Brooks (península de Seward, Alaska) y descrito por primera vez en 1971 por George T. Faust y Waldemar T. Schaller.
Su nombre honra al matemético y critsalógrafo alemán Arthur Moritz Schönflies (1853-1928).

## Propiedades
La schoenfliesita es un mineral transparente o translúcido, de color pardo rojizo oscuro, amarillo, naranja o amarillo verdoso; su brillo puede ser resinoso, ceroso, graso.
Tiene una dureza de 4 - 4,5 en la escala de Mohs y una densidad de 3,32 g/cm³.
Se disuelve bien en ácido clorhídrico pero lo hace lentamente en hidróxido sódico.
La schoenfliesita cristaliza en el sistema cúbico, clase diploidal (2/m 3).
Su composición elemental aproximada corresponde a un 60% de SnO2 y un 16% de MgO; como impureza puede incluir manganeso.
Es miembro de un subgrupo mineralógico que lleva su nombre (subgrupo de la schoenfliesita), en el que también están incluidos burtita, jeanbandyita, mushistonita, natanita, virmirnovita y wickmanita.
A su vez, este subgrupo forma parte del supergrupo de la perovskita.

## Morfología y formación
La schoenfliesita se presenta formando gránulos muy finos, de un tamaño aproximado de 0,5 μm; también como cortezas fibrosas sobre casiterita.
Se la ha encontrado como producto de alteración de la hulsita —en la fase final de la alteración hidrotermal— o en rocas con dolomía serpentinizadas.
Suele aparecer asociada, además de a hulsita y casiterita, a goethita, maghemita, berborita, calcita y fluorita.

## Yacimientos
La localidad tipo de este mineral está en la cordillera Brooks (Alaska, Estados Unidos). El otro depósito existente en el continente americano se encuentra en Colquechaca (Potosí, Bolivia), en una conocida mina de plata de la época colonial, todavía activa.
Europa cuenta con yacimientos en la República de Karelia (Rusia), Zlatý Kopec (región de Karlovy Vary, República Checa) y mina Garbín (San Pablo de los Montes, Toledo); este último enclave es un pequeño skarn de cobre-hierro que contiene estaño.
Asimismo, este mineral también se ha localizado en el condado de Gejiu (Honghe, China).